# 2016년 하계 올림픽 축구 여자 선수 명단
이 문서에서는 2016년 하계 올림픽 축구 여자에 참여한 선수들의 명단을 정리한다. 18명의 선수로 한 팀이 구성되어 있고, 그 중 2명은 반드시 골키퍼가 포함되어야 한다.

## 같이 보기
- 2016년 하계 올림픽 축구 남자 선수 명단